# Județul Sălaj (interbelic)
Județul Sălaj a fost o unitate administrativă de ordinul întâi din Regatul României, făcând parte din provincia istorică Crișana. Reședința județului era orașul Zălau.

## Întindere

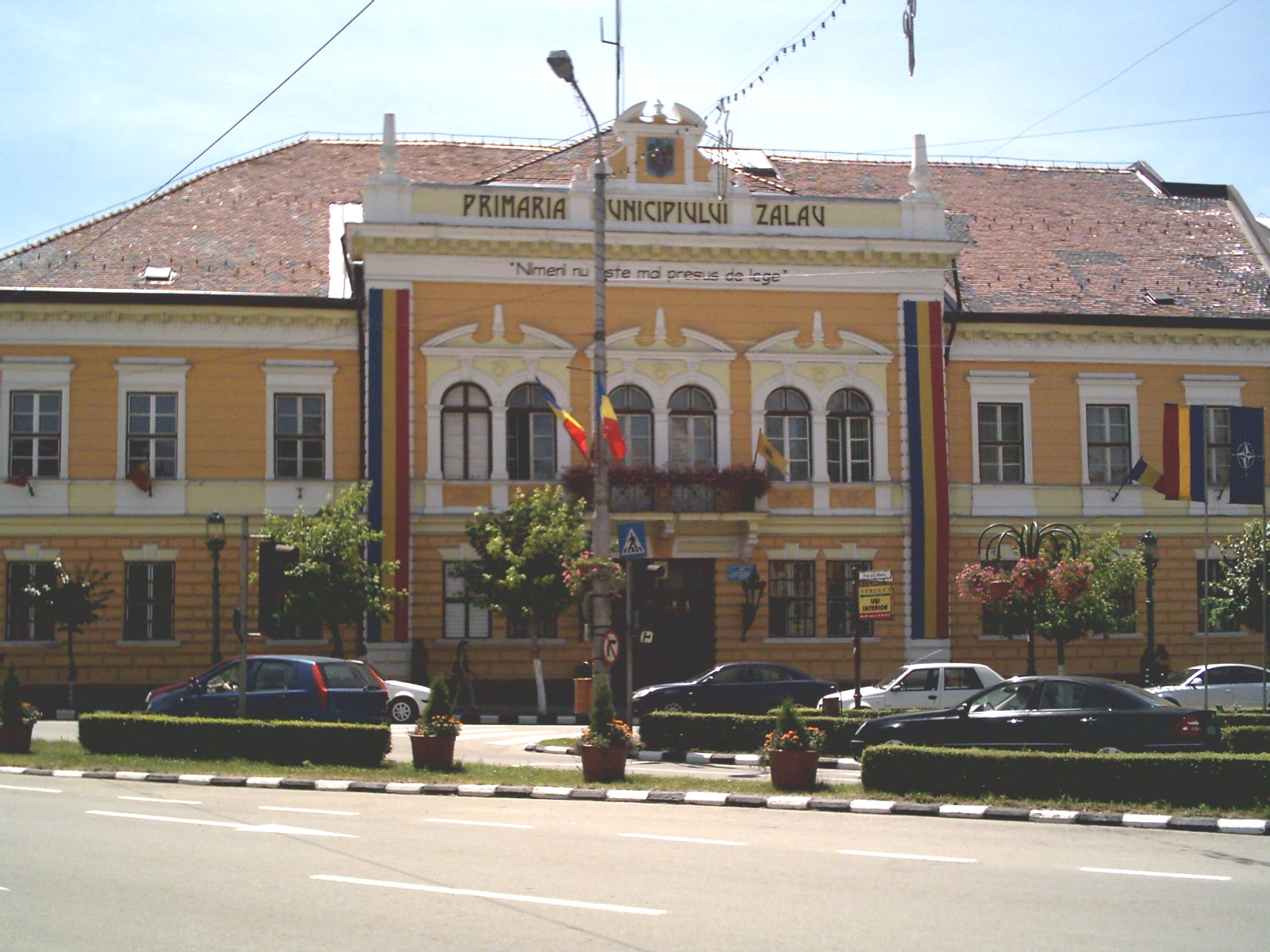
Clădirea Prefecturii județului Sălaj din perioada interbelică. Clădirea-monument istoric, construită în anul 1889 și situată în Piața Iuliu Maniu nr. 3, îndeplinește în prezent rolul de sediu al Primăriei municipiului Zalău.

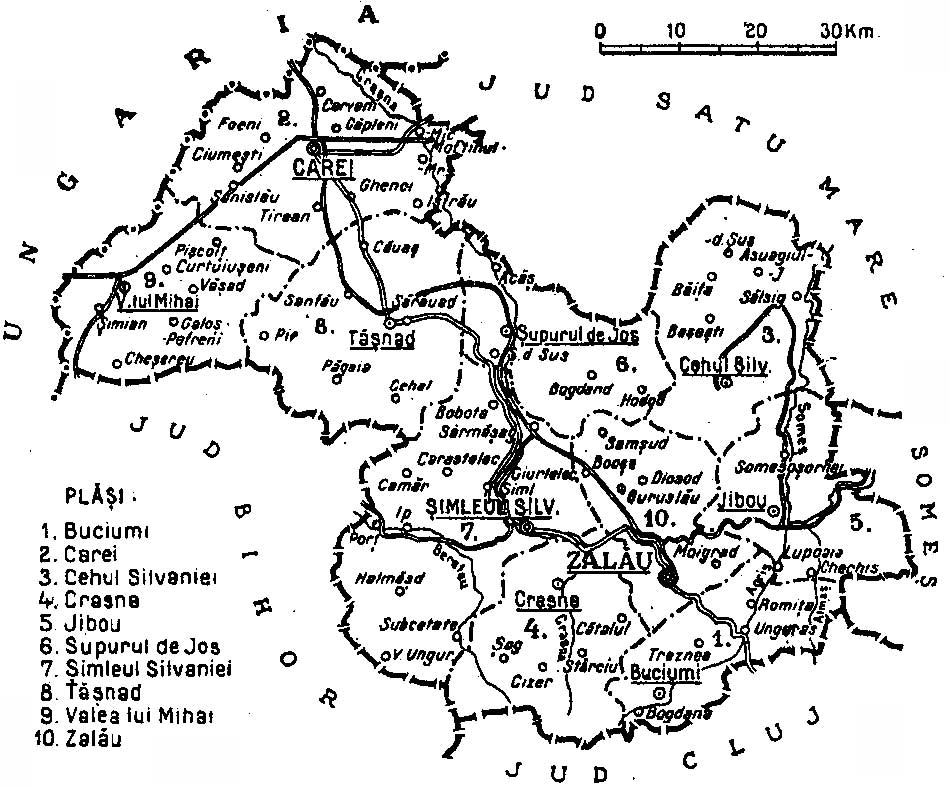
Harta județului, cu dispunerea și denumirea plășilor, în anul 1938.

Județul se afla în partea nord-vestică a României Mari, întinzându-se până la granița cu Ungaria. Jumătatea estică a teritoriului său se afla în regiunea Transilvania, în timp ce jumătatea vestică era situată în regiunea Crișana. Județul interbelic cuprindea actualul județ Sălaj, partea de nord a actualului județ Bihor și partea de sud-vest a actualului județ Satu Mare. Se învecina la sud cu județele Bihor și Cluj, la est cu județul Someș, la nord cu județul Satu Mare, iar la vest cu Ungaria.

## Organizare
Teritoriul județului era împărțit inițial în opt plăși:
1. Plasa Carei,
2. Plasa Cehu Silvaniei,
3. Plasa Crasna,
4. Plasa Jibou,
5. Plasa Șimleu Silvaniei,
6. Plasa Tășnad,
7. Plasa Valea lui Mihai și
8. Plasa Zălau.

Ulterior, numărul plășilor a crescut la zece, prin înființarea a două plăși noi:
1. Plasa Buciumi și
2. Plasa Supurul de Jos.

Pe teritoriul județului se aflau trei comune urbane (orașe): Zălau (reședința județului), Carei și Șimleu Silvaniei.

## Populație
Conform datelor recensământului din 1930 populația județului era de 343.347 locuitori, dintre care 56,2% români, 31,4% maghiari, 4,7% germani, 3,9% evrei ș.a. Din punct de vedere confesional populația era alcătuită din 52,6% greco-catolici, 25,4% reformați, 12,2% romano-catolici, 4,0% mozaici, 4,4% ortodocși ș.a.

### Mediul urban
În 1930 a fost înregistrată o populație urbană de 31.830 de locuitori, dintre care 46,1% maghiari, 31,6% români, 13,4% evrei, 5,6% germani ș.a. Ca limbă maternă în mediul urban domina limba maghiară (62,0%), urmată de limba română (27,5%), idiș (8,0%), germană (1,2%) ș.a. Din punct de vedere confesional orășenimea era formată din 28,6% reformați, 27,2% greco-catolici, 24,2% romano-catolici, 13,8% mozaici, 4,9% ortodocși ș.a.

## Materiale documentare

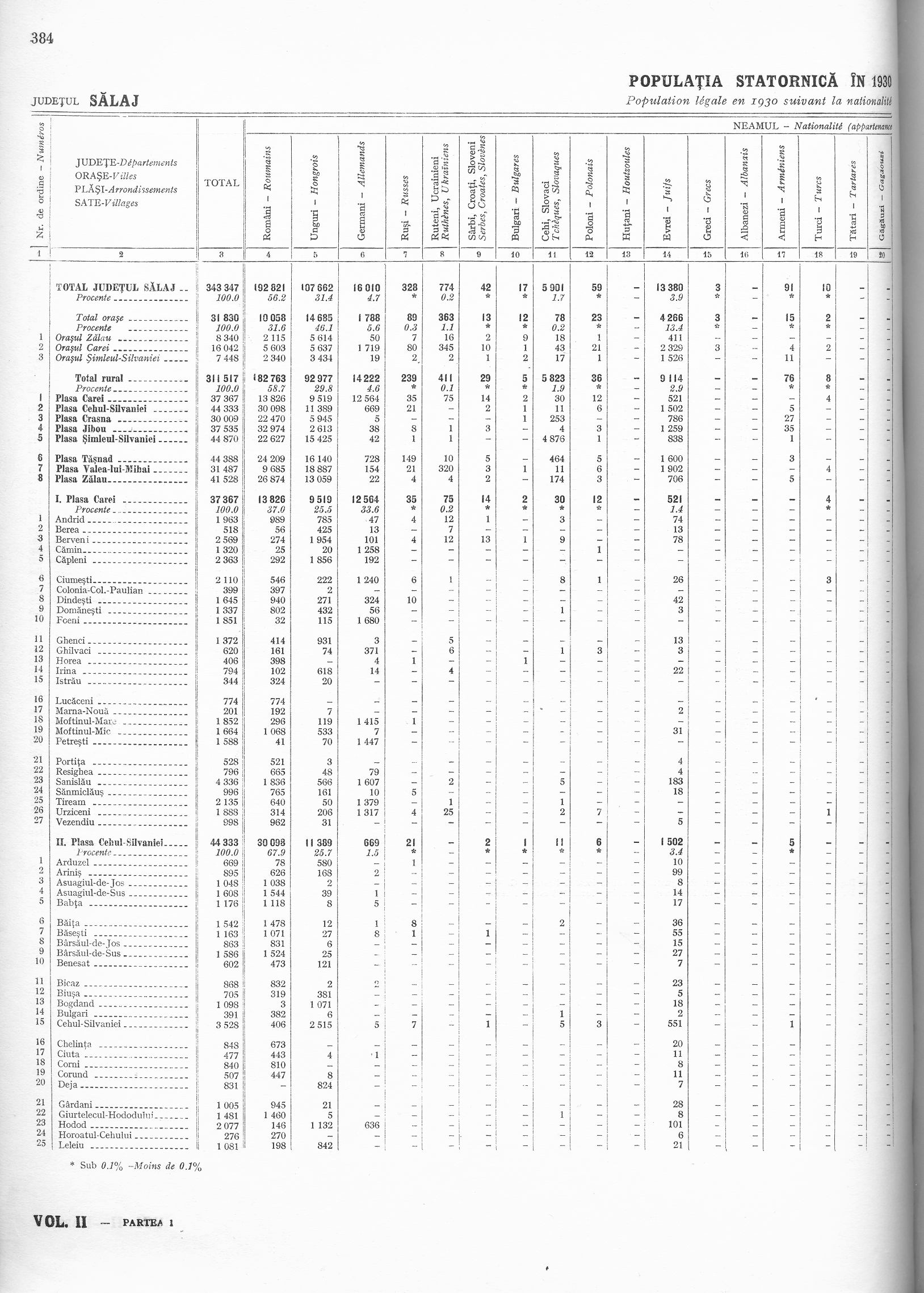
Populația județului în anul 1930, după etnie și limbă maternă
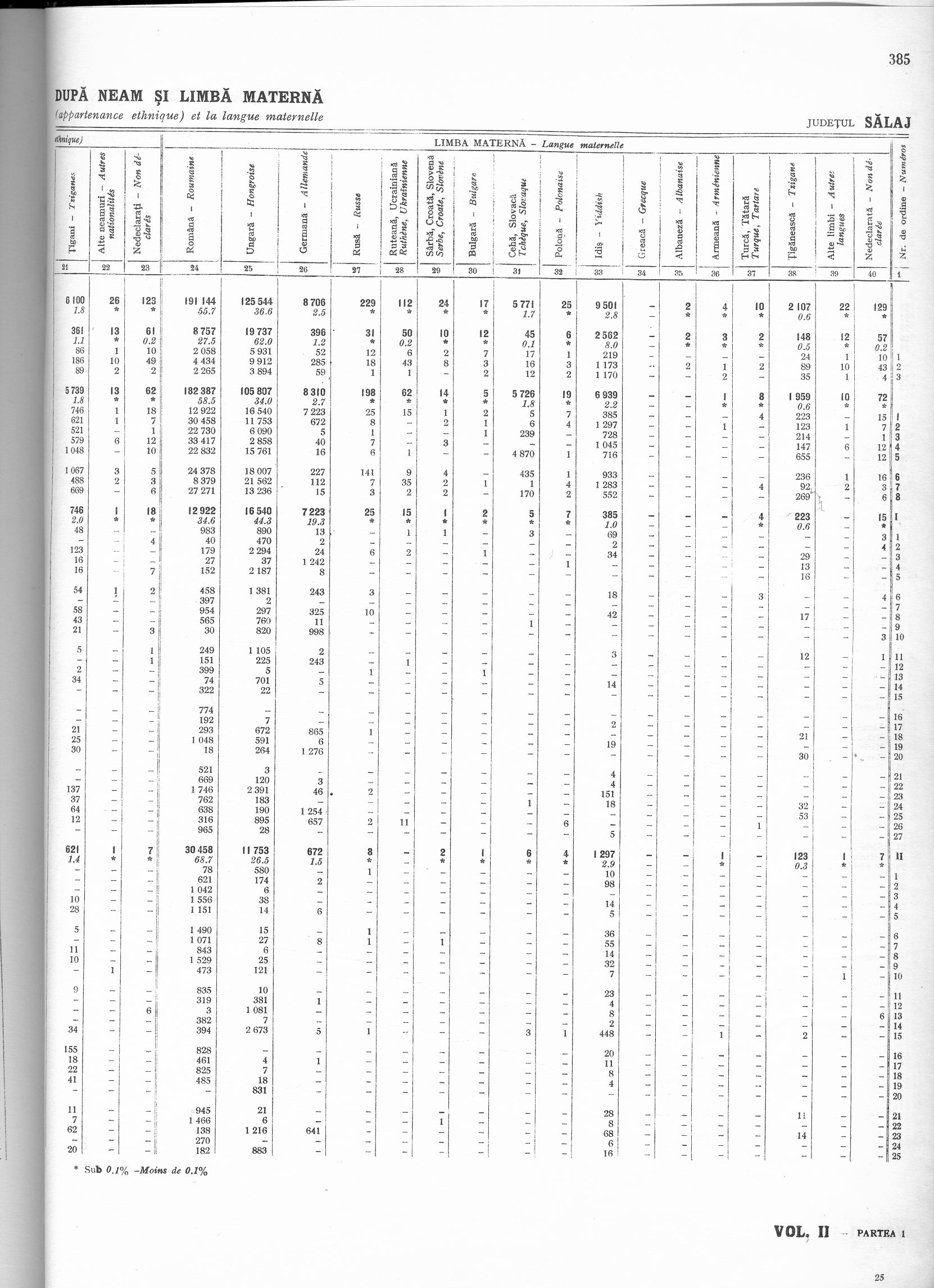
Populația județului în anul 1930, după etnie și limbă maternă
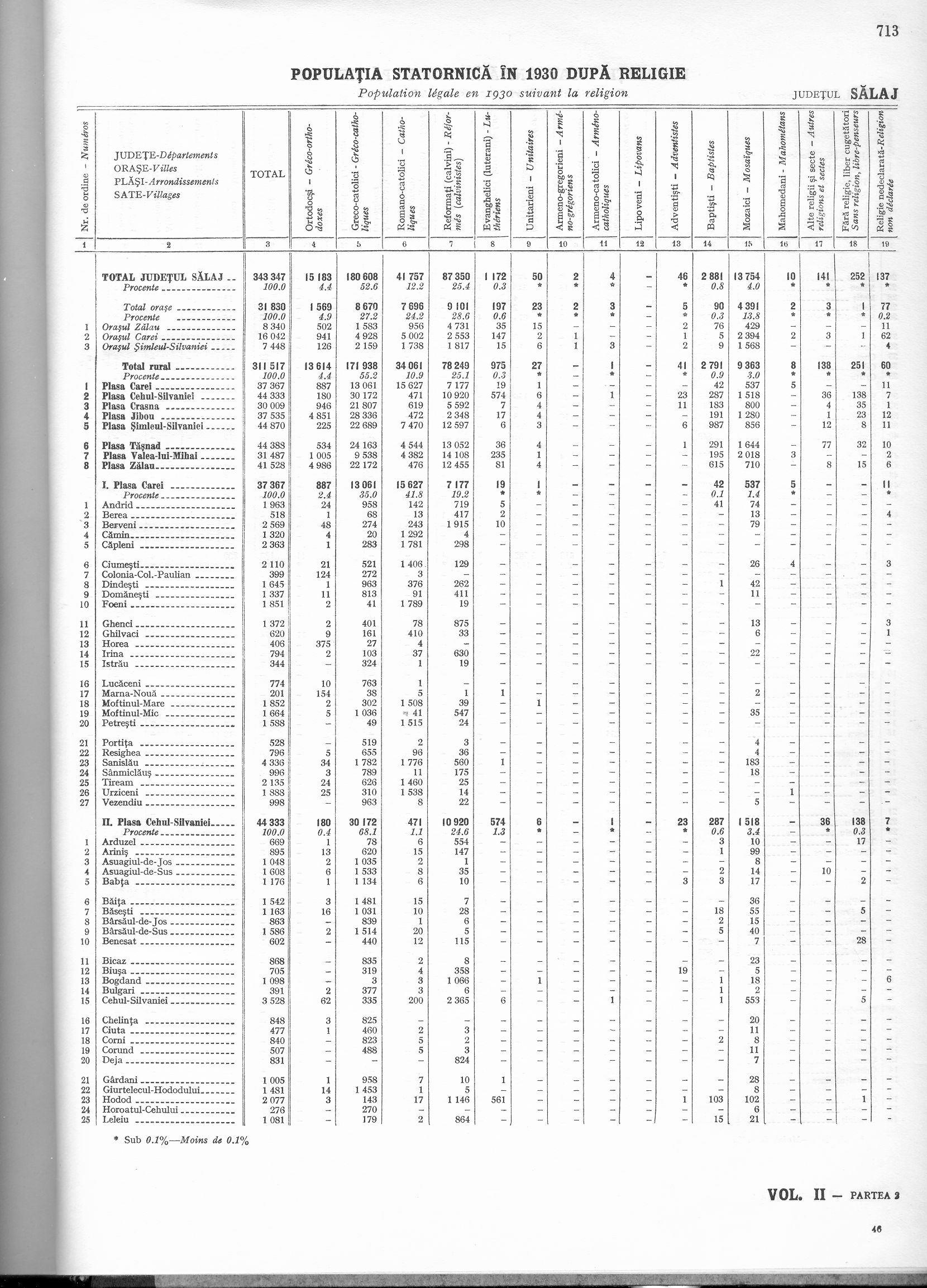
Populația județului în anul 1930, după religie
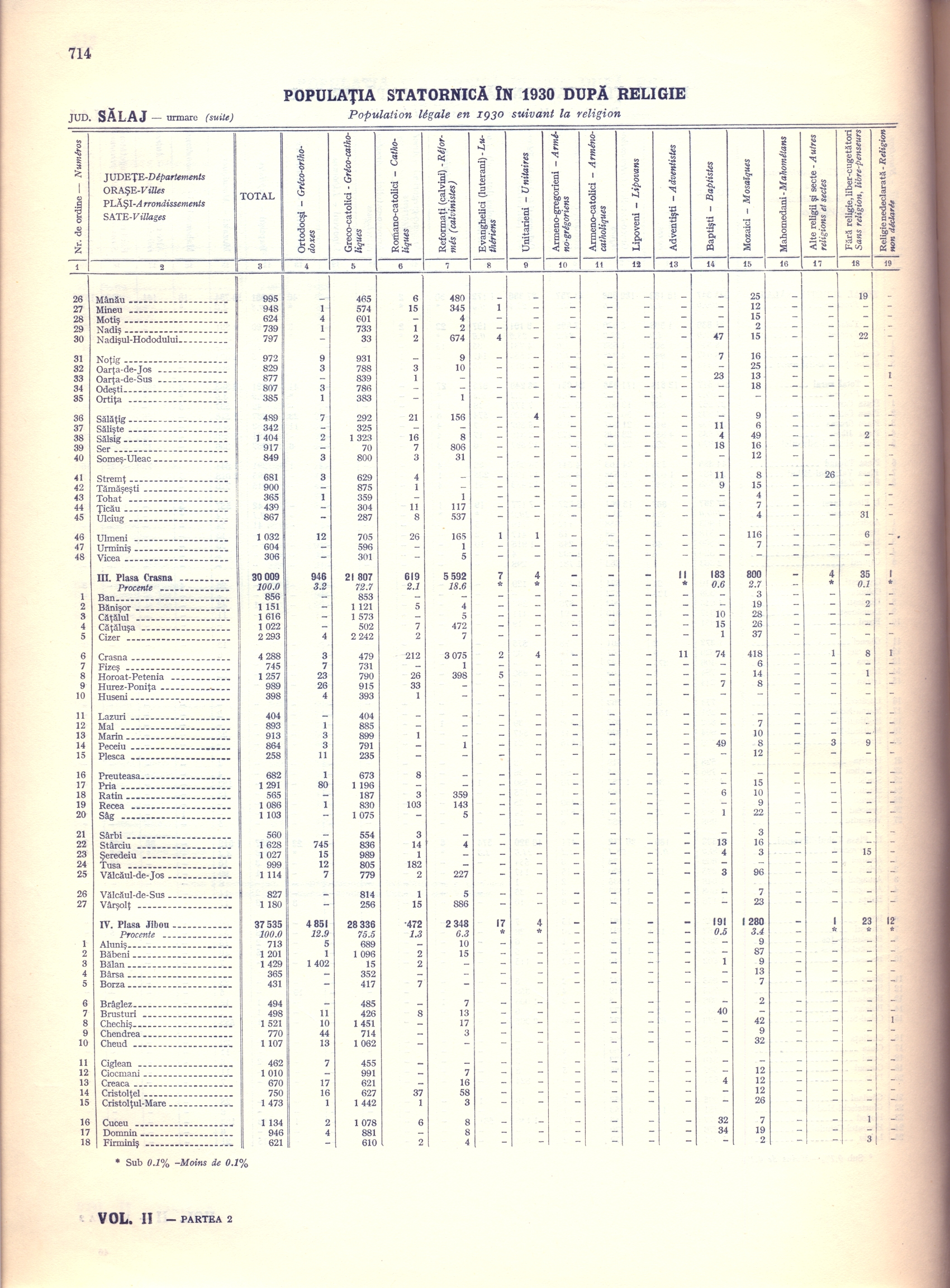
Populația județului în anul 1930, după religie
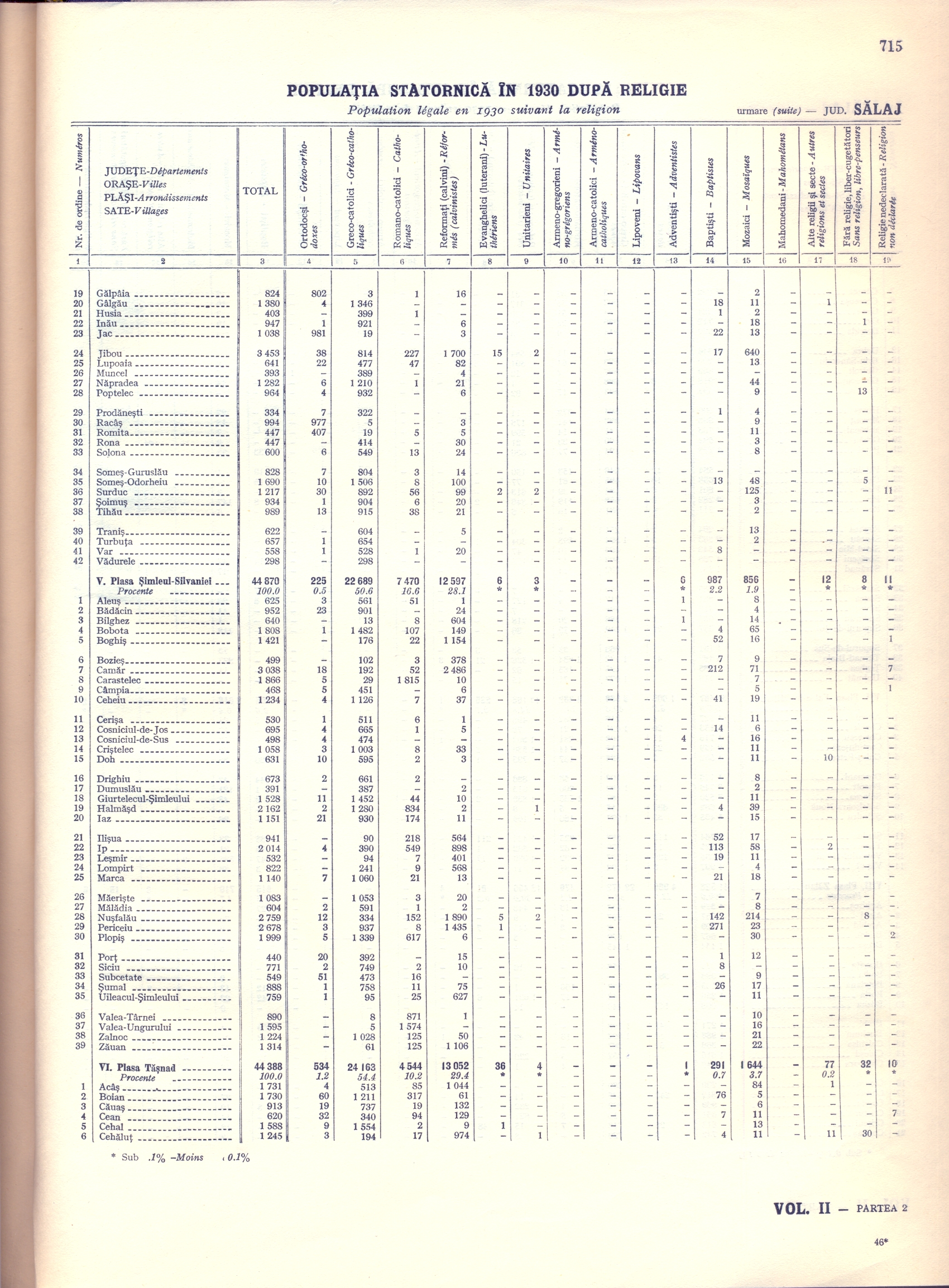
Populația județului în anul 1930, după religie
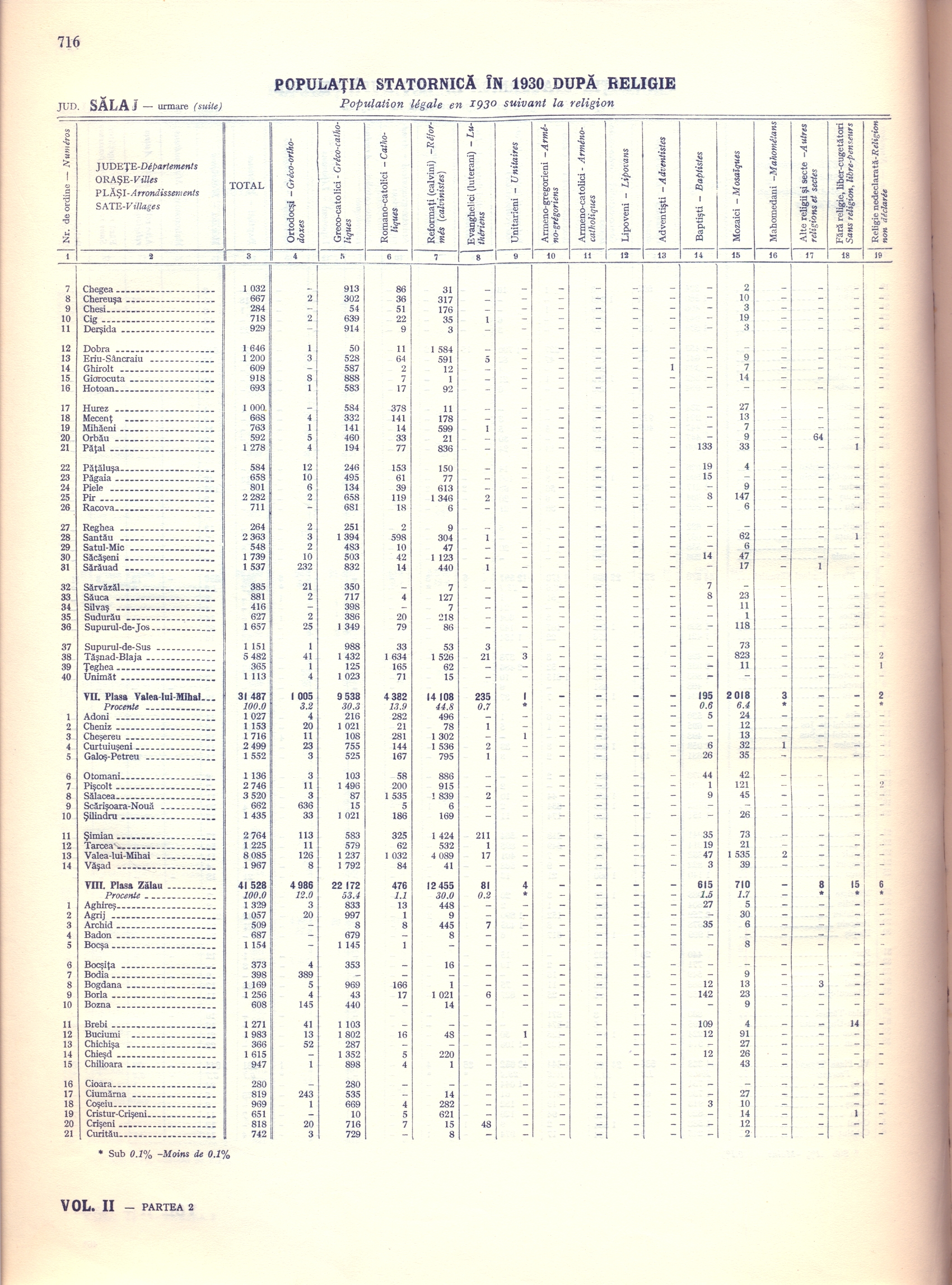
Populația județului în anul 1930, după religie
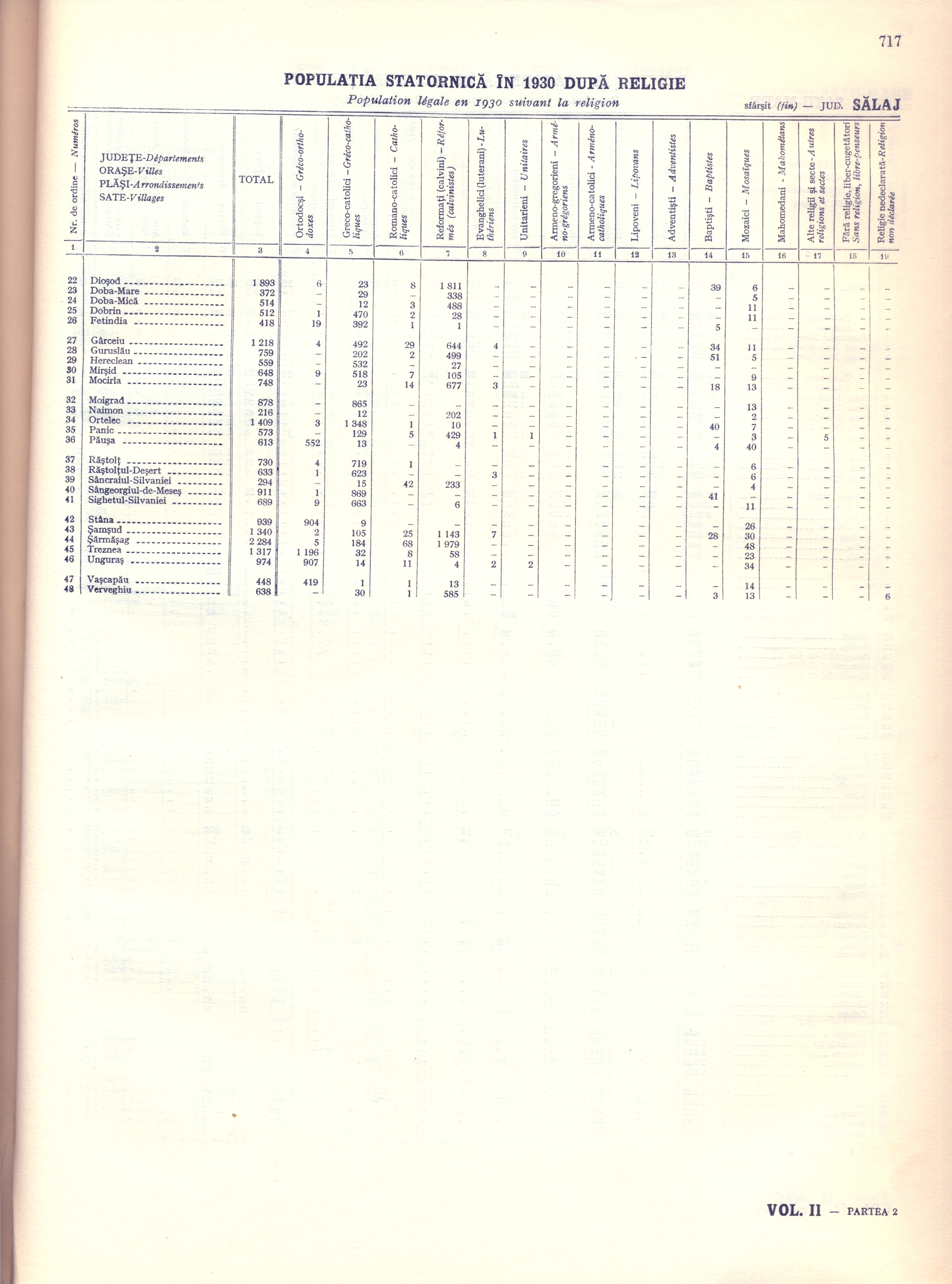
Populația județului în anul 1930, după religie